# Сумеркин, Александр Евгеньевич
Александр Евгеньевич Сумеркин (2 ноября 1943 года, Москва — 14 декабря 2006 года, Нью-Йорк) — российско-американский переводчик, критик и редактор.

## Биография
Окончил филологический факультет Московского университета, работал переводчиком-синхронистом. В 1977 году эмигрировал, с 1978 года жил в США.
Возглавлял русское эмигрантское книжное издательство «Руссика», в котором в 1979—1993 годах составил и опубликовал Собрание сочинений Марины Цветаевой (в 7 томах). Подготовил справочник по русской поэзии не издаваемых в Союзе поэтов «Free Voices in Russian Literature» (издано в «Руссике» в 1987 году). Под редакцией Сумеркина вышел литературный альманах «Руссика-81», книга Иосифа Бродского «Римские элегии», книги Нины Берберовой, Владимира Высоцкого (1988) и др. Сумеркину принадлежала инициатива издания романа Эдуарда Лимонова «Это я, Эдичка».
С начала 1990-х годов — литературный секретарь Иосифа Бродского и переводчик его эссеистики, а затем и англоязычной поэзии на русский язык, редактор последней прижизненно подготовленной книги Бродского «Пейзаж с наводнением» (1996). Одним из последних проектов было составление книги стихов И.Бродского «на случай», такое стихотворение по случаю дня рождения Сумеркина Бродский посвятил и ему:

По осени одни 

ведут подсчет цыплят. 

Другие ищут гвоздь, 

чтоб подсушить сырое. 

Все прочие скулят 

или грибы солят. 

Откроешь календарь. 

В нем — ноября второе. 

Чем данное число пленяет 

праздный зрак? 

Не тем ли этот день 

приятен человечку, 

что он есть тайный знак, 

что наш всеобщий враг 

способен Хаос дать 

внезапную осечку. 

Второго ноября, 

воскликнув «Voila», 

в наш злополучный мир 

с пластинками под мышкой 

явился Александр, озимые поля 

напоминая нам небритостью 

и стрижкой (…) 

В 1995 году ненадолго возглавил «Новый журнал», но уже после двух номеров был отправлен в отставку из-за попытки напечатать в журнале рассказы Эдуарда Лимонова; в 1996 году опубликовал сборник материалов, подготовленных для публикации в «Новом журнале», под названием «Портфель» (издательство Ardis). По завещанию А. Сумеркина его тело было кремировано и прах развеян в Нью-Йорке в сквере между Второй авеню и 16-й улицей рядом с тем местом, где он жил.
Мемориальный сборник памяти Александра Сумеркина, подготовленный Константином Плешаковым, издан в 2008 году редакцией журнала «Стороны света».

## Отзывы
Нина Берберова писала: «Что касается до главного редактора издательства „Руссика“, А. Сумеркина, то, работая вместе с ним <…>, я оценила тщательность его работы и тонкость его замечаний, и я рада, что судьба свела меня с таким внимательным, чутким и знающим человеком.» Его статьи и рецензии регулярно публиковались на страницах газеты «Новое русское слово» и «Нового журнала».